# Čemrovka
La Čemrovka (in russo Чемровка?) è un fiume della Russia siberiana meridionale, affluente di destra dell'Ob'. Scorre nei rajon  Celinnyj,  Bijskij e Zonal'nyj del Territorio dell'Altaj.

## Descrizione
Il fiume ha origine nell'altopiano Bijsko-Čumyškaja (Бийско-Чумышская возвышенность), vicino al villaggio di Maruška (Марушка) dalla confluenza di due fiumi chiamati Maruška destra e sinistra. Scorre in direzione sud-ovest per quasi tutto il suo corso. Sfocia nell'Ob' poco a valle del villaggio di Fominskoe, dopo soli 15 km dalla confluenza di Bija e Katun' e circa 30 km a valle rispetto alla città di Bijsk. Quasi di fronte alla foce della Čemrovka, sulla sponda opposta, si trova la foce della Pesčanaja affluente sinistro dell'Ob'. 
La Čemrovka ha una lunghezza di 123 km e il suo bacino è di 2 830 km². La sua portata media, a 34 km dalla foce, all'altezza del villaggio di Mirnyj, è di 4,85 m³/s. Il corso del fiume si snoda nella steppa con rare isole forestali. La parte centrale e inferiore del bacino è una pianura debolmente frastagliata con depressioni paludose. Nei tratti inferiori il fiume costeggia la foresta Verchneobskij (Верхнеобский бор) che occupa la grande ansa dell'Ob' compresa tra Bijsk e Barnaul.
Il maggiore affluente (da sinistra) è la Suchaja Čemrovka (Сухая Чемровка); da destra, la Šubinka (Шубинка) e l'Utkul' (Уткуль). Il fiume si congela (superficialmente) da metà novembre ai primi di aprile. Lo spessore del ghiaccio d'inverno è di 60–80 cm.
l bacino del fiume è densamente popolato e ci sono molti insediamenti rurali sul fiume. La ferrovia Barnaul - Bijsk attraversa il fiume al villaggio di Mirnyj e vicino all'insediamento di  Šubinka, e della confluenza dell'omonimo affluente, passa l'autostrada federale R256, detta "Čujskij trakt", importante via di comunicazione che collega Novosibirsk alla frontiera mongola.